# Tadeusz Zadrożny
Tadeusz Zadrożny (* 20. Januar 1939 in Garwolin) ist ein ehemaliger polnischer Radrennfahrer und nationaler Meister im Radsport.

## Sportliche Laufbahn
Zadrożny war im Straßenradsport, im Bahnradsport und im Querfeldeinrennen (heutige Bezeichnung Cyclocross) aktiv. 1961 startete er für die Nationalmannschaft in der Österreich-Rundfahrt und in der Bulgarien-Rundfahrt, 1963 (19. Platz), 1965 (5. Platz), 1966 (35. Platz) und 1968 (19. Platz) im britischen Milk Race, 1964 in der Marokko-Rundfahrt. 1965 gewann er den nationalen Titel im Bergfahren. 1966 und 1967 gewann er bei diesen Meisterschaften Bronzemedaillen. 1965 holte er den polnischen Titel im Mannschaftszeitfahren. 1962 und 1963 wurde er Dritter.
Etappensiege holte Zadrożny in der Polen-Rundfahrt 1963 und 1965 (zweifach), im Milk Race 1964, 1965, 1966 und 1968, in der Marokko-Rundfahrt 1964. Bei seinen Teilnahmen in der Polen-Rundfahrt war der 3. Platz 1966 sein bestes Ergebnis. 1962 und 1965 siegte er im Eintagesrennen Puchar Ministra Obrony Narodowej vor Józef Gawliczek. 1958 wurde er im Etappenrennen Memorial Colonel Skopenko Dritter. 1965 bestritt er das Einzelrennen bei den Straßenradsport-Weltmeisterschaften und belegte den 65. Rang. 
In der polnischen Meisterschaft im Querfeldeinrennen 1965 wurde Zadrożny beim Sieg von Czesław Polewiak Dritter. Auf der Bahn gewann er 1962, 1963 und 1965 Bronzemedaillen im Punktefahren über 50 Kilometer.